# Isabel Fillardis
Isabel Cristina Teodoro Fillardis (sinh ngày 3 tháng 8 năm 1973 tại Rio de Janeiro, Brazil) là một nữ diễn viên và người mẫu Brazil.

## Sự nghiệp
Cô bắt đầu sự nghiệp làm người mẫu từ năm 11 và 15 tuổi, cô trở thành người mẫu chuyên nghiệp. Hai năm sau, với yêu cầu của công ty quản lý của cô, Ford Model, cô đã thực hiện bài kiểm tra và đánh dấu lần đầu tiên diễn xuất của mình trong vai diễn "Ritinha" trong phim opera xà phòng Renascer được phát sóng bởi TV Globo. Cô tham gia, cùng với hai thành viên khác của nhóm Sublime, nhóm nhạc đã thành công chóng vánh vào những năm 1990. Vào tháng 11 năm 1996, cô chụp ảnh khỏa thân cho tạp chí Playboy.
Isabel đã đóng vai chính trong một số phim dựa tiểu thuyết như A Lua Me Disse, Começar de Novo, A Padroeira, Força de um Desejo, Corpo Dourado, A Indomada, O Fim làm Mundo, Một Próxima Vítima  và Pátria Minha.
Trong phim, Isabel xuất hiện trong Orfeu, Navalha na Carne  và O Homem Nu.
Năm 2007, Elizabeth tham gia dàn diễn viên của tiểu thuyết Sete Pecados, Walcyr Carrasco, và năm 2008, cô tham gia vào đoàn làm phim truyền hình Malhação.
Nữ diễn viên Elizabeth, vào năm 2011, đã xuất hiện trong chương cuối của vở kịch truyền hình Insensato Coração, hiện tại đóng vai luật sư Mônica Fina Estampa trong tiểu thuyết.

## Đời tư
Cô hiện đang độc thân, nhưng trước đó đã kết hôn với kỹ sư Júlio César Santos và mẹ của Analuz, Isabel đang mang thai con trai thứ hai, Jamal Anuar, và hai tháng sau khi sinh đứa trẻ, phát hiện ra rằng anh ta là người mang hội chứng West, một loại động kinh làm thay đổi sự phát triển của tâm trí. Cô quyết định đi tìm nguyên nhân của những người mang mầm bệnh, và năm 2006 đã phát động lực lượng tốt bụng, dành riêng để thúc đẩy hỗ trợ cho những người cần chăm sóc đặc biệt (mù, tâm thần, thính giác và/hoặc di chuyển) và những người không thể làm như vậy.